# Năng lượng Mặt Trời tập trung

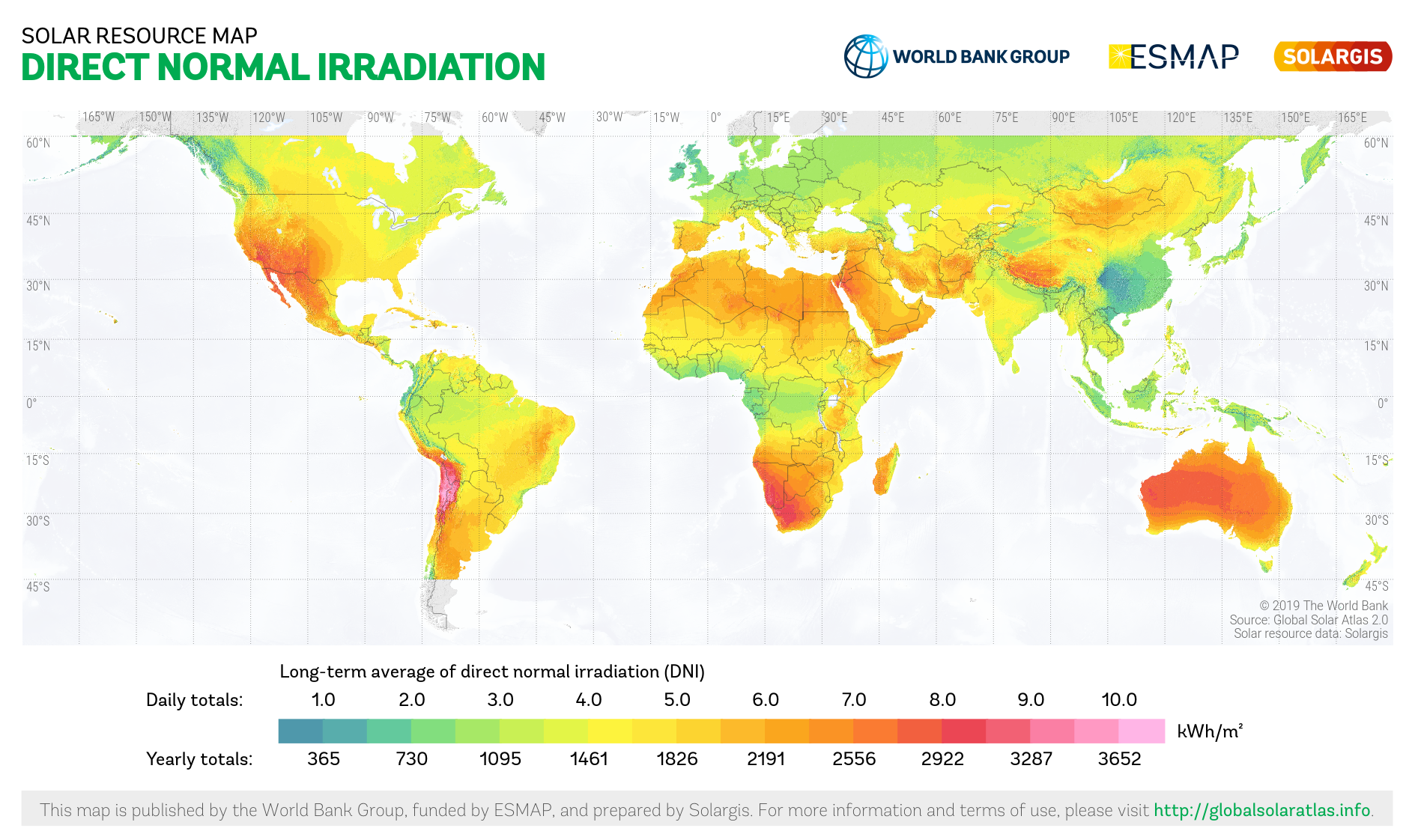
Chiếu xạ trực tiếp bình thường trên toàn cầu.

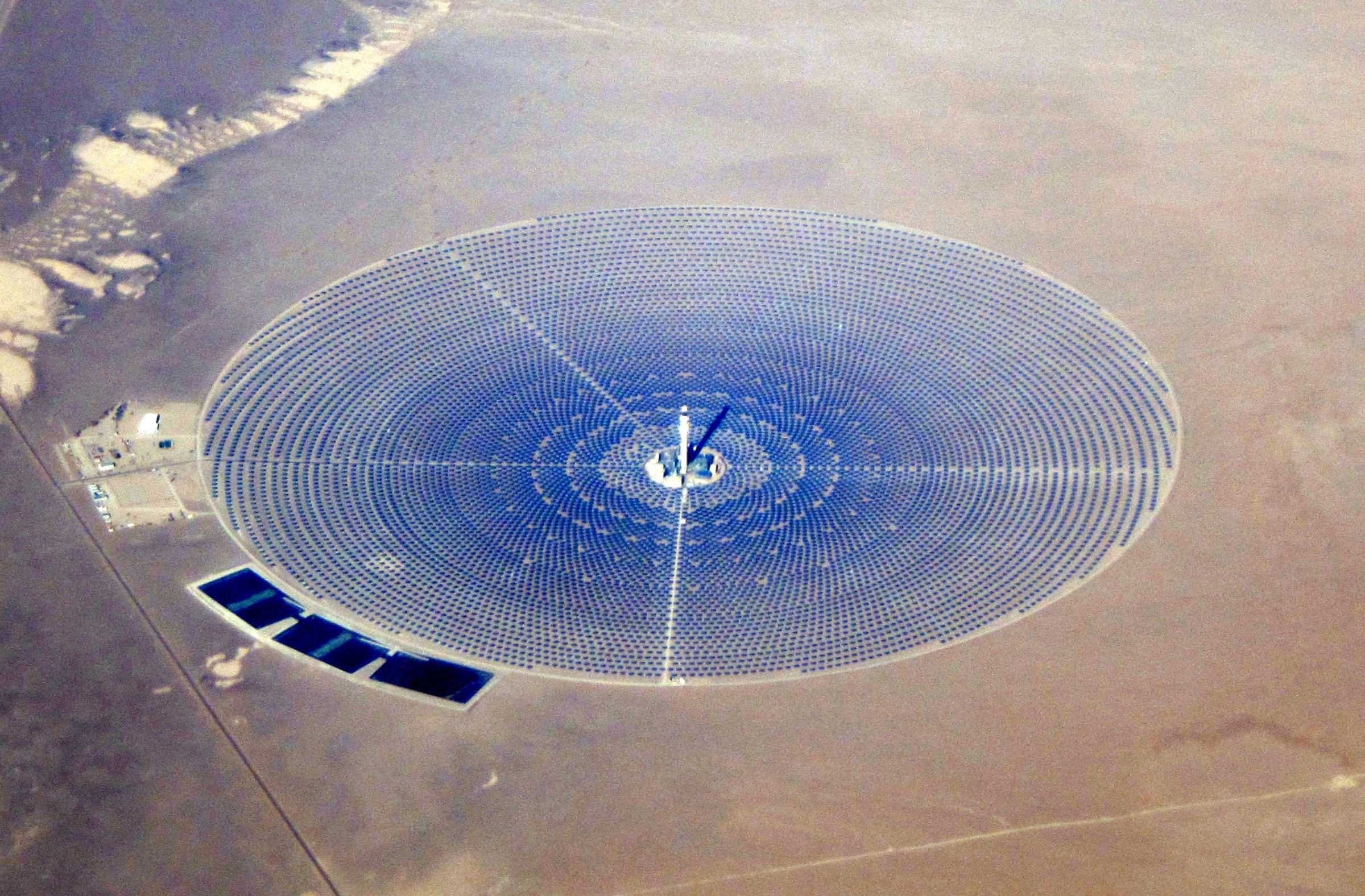
2014 tháng 12 năm 2014 – Crescent Dunes đã hoàn thành

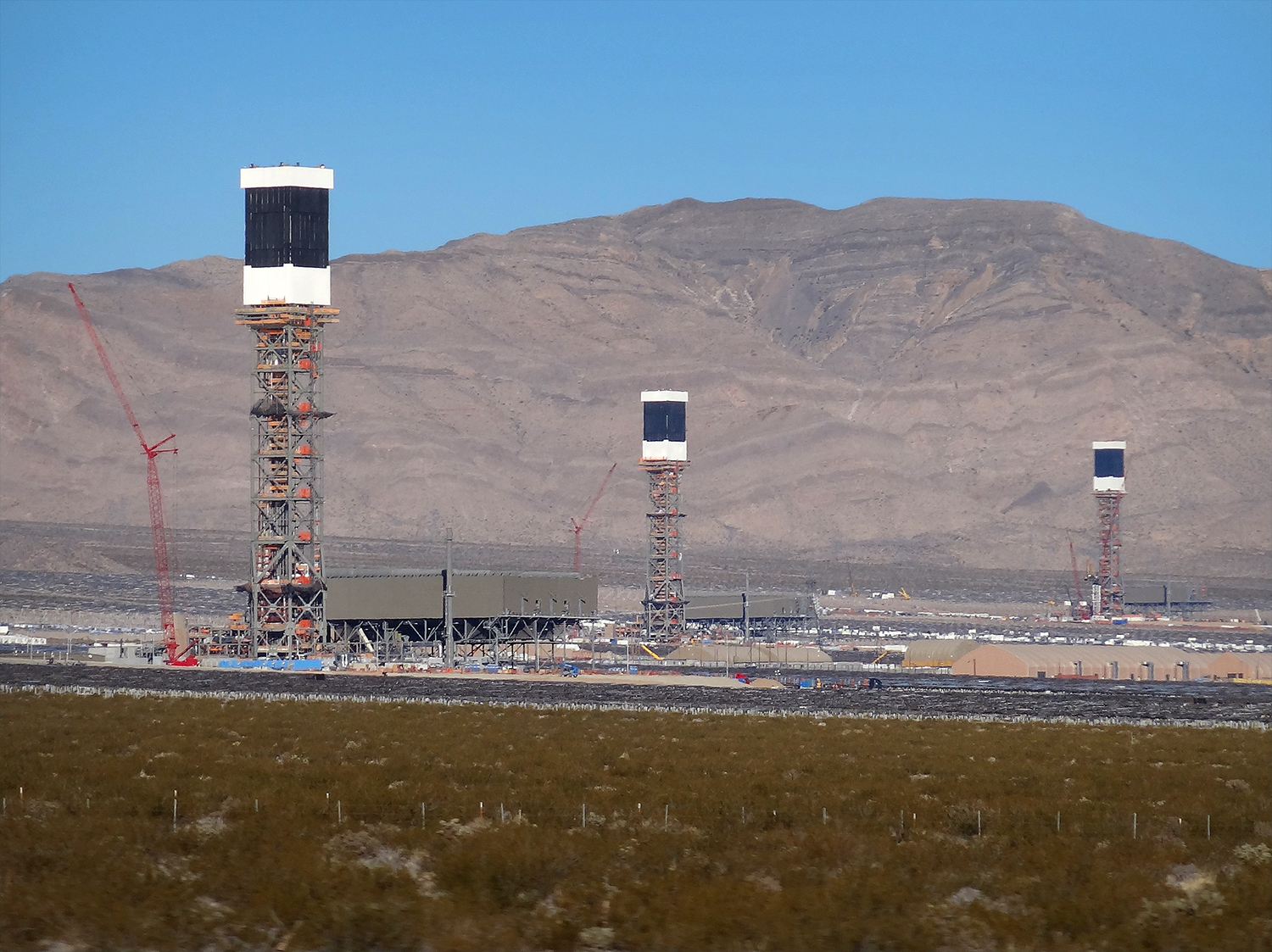
Ba tòa tháp của Nhà máy năng lượng mặt trời Ivanpah

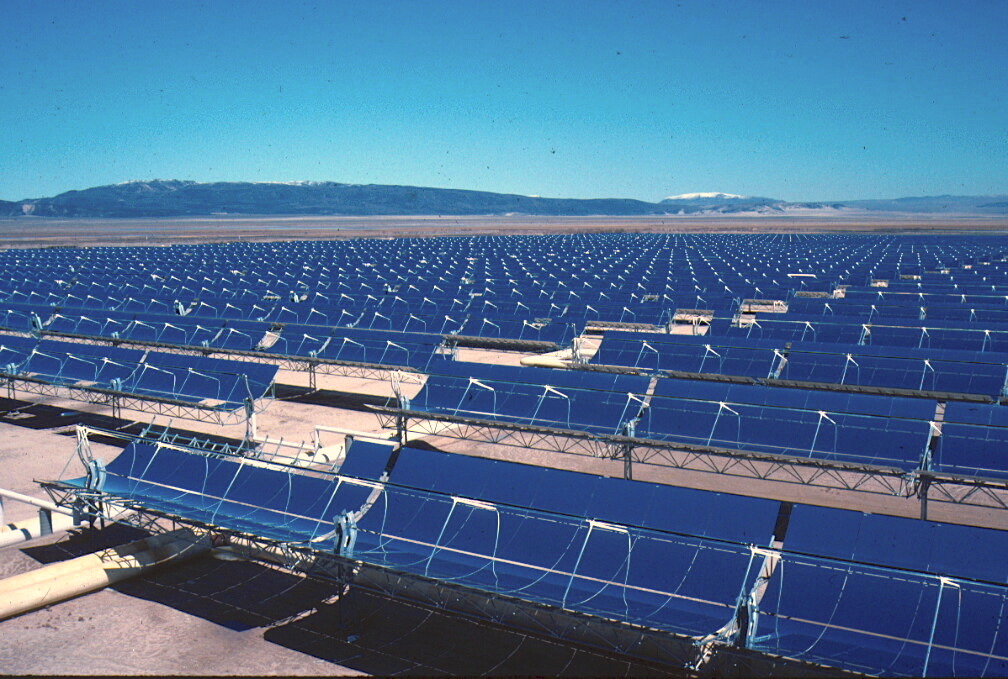
Một phần của 354 Tổ hợp năng lượng mặt trời MW SEGS ở phía bắc Hạt San Bernardino, California

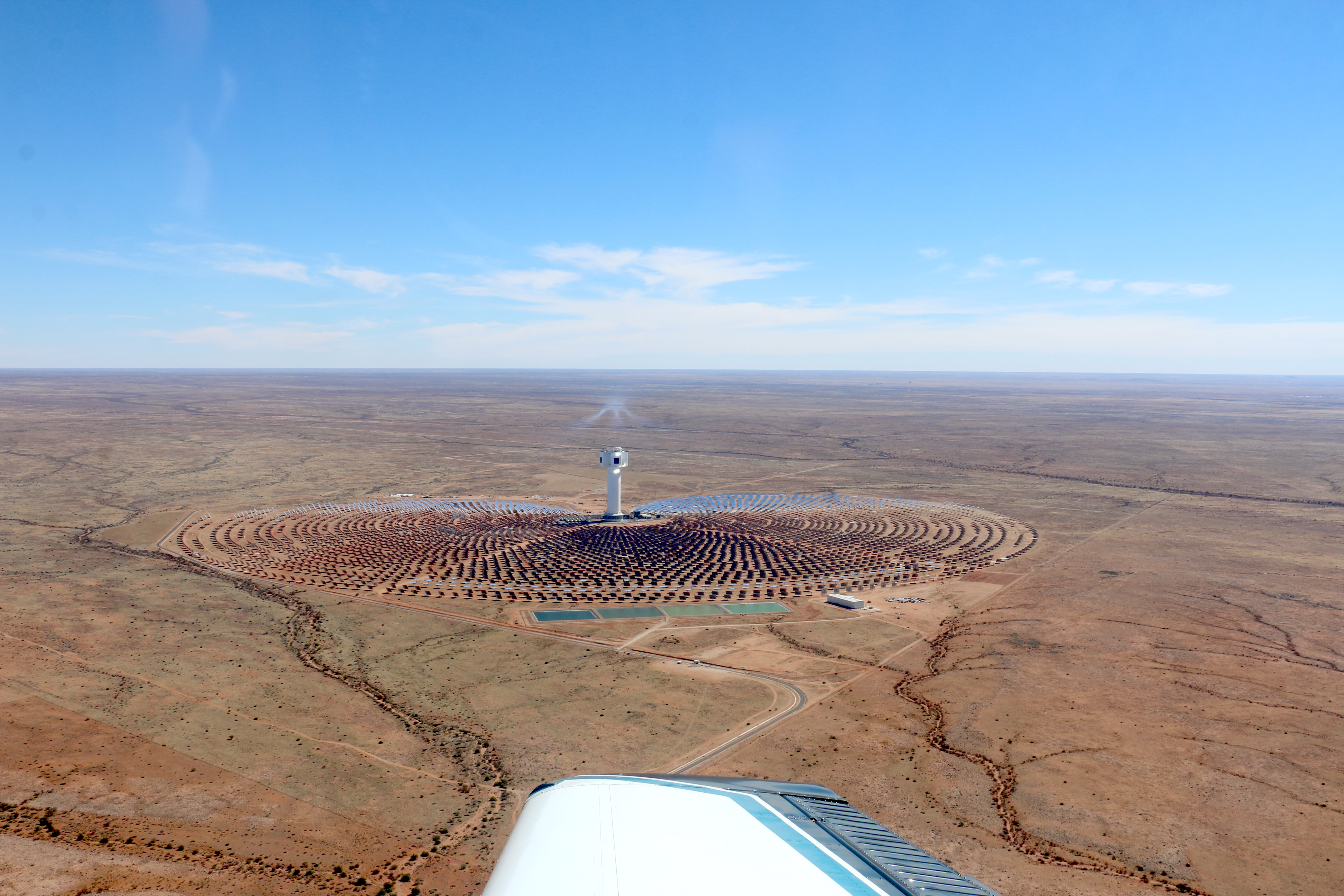
Tầm nhìn từ trên xuống của Khi Solar One, Nam Phi

Năng lượng mặt trời tập trung (Concentrated solar power - CSP, nhiệt mặt trời tập trung) tạo ra năng lượng mặt trời bằng cách sử dụng gương hoặc thấu kính để tập trung một diện tích lớn ánh sáng mặt trời vào máy thu. Điện được tạo ra khi ánh sáng tập trung được chuyển đổi thành nhiệt (năng lượng nhiệt mặt trời), điều khiển động cơ nhiệt (thường là tua bin hơi) kết nối với máy phát điện  hoặc cung cấp phản ứng nhiệt hóa.
CSP có tổng công suất lắp đặt toàn cầu là 5.500 MW năm 2018, tăng từ 354 MW năm 2005. Tây Ban Nha chiếm gần một nửa công suất của thế giới, ở mức 2.300 MW, mặc dù không có công suất mới đi vào hoạt động thương mại trong nước kể từ năm 2013. Hoa Kỳ theo sau với 1.740 MW. Sự quan tâm cũng đáng chú ý ở Bắc Phi và Trung Đông, cũng như Ấn Độ và Trung Quốc. Thị trường toàn cầu ban đầu bị chi phối bởi các nhà máy sản xuất máng parabol, chiếm 90% các nhà máy CSP tại một thời điểm. Kể từ khoảng năm 2010, tháp điện trung tâm CSP đã được ưa chuộng trong các nhà máy mới do hoạt động ở nhiệt độ cao hơn (lên tới 565 C) so với máng (lên đến 400 C), hứa hẹn mang lại hiệu quả cao hơn.
Trong số các dự án CSP lớn hơn có Nhà máy điện mặt trời Ivanpah (392 MW) tại Hoa Kỳ sử dụng công nghệ tháp năng lượng mặt trời mà không cần lưu trữ năng lượng nhiệt. Trong khu vực MENA, Trạm năng lượng mặt trời Ouarzazate đã trực tuyến ở Morocco vào năm 2017. Nó kết hợp máng và tháp trong ba phần với tổng công suất 510 MW với nhiều giờ dự trữ năng lượng. Morocco bắt đầu dự án CSP lớn thứ hai của mình tại Midelt như của giữa năm 2019, tại 800 MW, với 5 giờ lưu trữ năng lượng nhiệt hàng ngày, và kết hợp máng CSP và PV Nó được đấu giá vào giữa năm 2019 tại chỉ có $70/MWh  thấp nhất giá CSP cho đến nay.
Dự án DEWA tại Dubai, đang được xây dựng vào năm 2019, đã giữ kỷ lục thế giới về giá CSP thấp nhất trong năm 2017 ở mức $73/MWh  cho dự án máng và tháp kết hợp 700 MW; phần máng 600 MW, phần tháp 100 MW với 15 giờ lưu trữ năng lượng nhiệt hàng ngày.
Dhursar (125 MW) ở Ấn Độ sử dụng gương phản xạ Fresnel.
Do cả hai đều sử dụng năng lượng của mặt trời, CSP thường được so sánh với năng lượng mặt trời quang điện (PV), có mức tăng trưởng lớn trong những năm gần đây do giá sản xuất panel và tăng trưởng mô đun giảm. Tuy nhiên, có những khác biệt sau đây. Kết quả là CSP đang ở trong một thị trường cạnh tranh chống lại khí đốt để tạo ra đỉnh điểm vào buổi tối, thay vì cạnh tranh với PV vào ban ngày  CSP sử dụng một hình thức khác biệt so với PV, Chiếu xạ trực tiếp bình thường (DNI) được tìm thấy tốt nhất ở các vùng sa mạc, trong khi PV sử dụng Chiếu xạ ngang toàn cầu (GHI) phổ biến rộng rãi hơn trên toàn cầu, ngay cả ở vĩ độ cao hơn.
Với tư cách là một nhà máy phát điện năng lượng nhiệt, CSP có nhiều điểm chung với các nhà máy nhiệt điện như than hoặc khí hoặc địa nhiệt. Một nhà máy CSP có thể kết hợp lưu trữ năng lượng nhiệt, dự trữ năng lượng dưới dạng nhiệt hợp lý hoặc dưới dạng nhiệt ẩn (ví dụ, sử dụng muối nóng chảy), cho phép các nhà máy này tiếp tục tạo ra điện bất cứ khi nào cần, ngày hay đêm. Làm cho này CSP một Dispatchable dạng năng lượng mặt trời. Năng lượng tái tạo có thể điều chỉnh được đặc biệt có giá trị ở những nơi đã có sự thâm nhập cao của quang điện (PV), chẳng hạn như California  vì một cực đại buổi tối được tạo ra khi PV dốc xuống lúc hoàng hôn (một hiện tượng được gọi là đường cong vịt).